# Ibn 'Abd Rabbih
Ibn ʿAbd Rabbih, o Aḥmad ibn Muḥammad Ibn ʿAbd Rabbihi (in arabo ابن عبد ربه‎?; Cordova, 29 novembre 860 – Cordova, 3 marzo 940), è stato uno scrittore e poeta arabo di al-Andalus.
Discendente di un liberto (mawlā) del secondo Emiro Hishām I, ebbe grande fama per la sua scienza e per la sua eloquenza. Non si sa molto della sua vita, salvo che fu in grande amichevole intimità con vari principi omayyadi e che operò come panegirista ufficiale della corte omayyade. Non esiste alcuna edizione completa dei suoi poemi ma varie selezioni di essi sono state assicurate nella Yatīma al-dahr di Abū Manṣūr al-Thaʿālibī e nel Nafḥ al-Ṭīb di al-Maqqarī.
La sua opera più nota è la grande antologia poetica intitolata al-ʿIqd al-farīd (La collana unica), un lavoro suddiviso in 25 sezioni. It un libro di letteratura di Adab che riunisce l'opera di Ibn Qutayba degli ʿUyūn al-akhbār (Le fonti delle notizie) e gli scritti di al-Jāḥiẓ sono ampiamente citati passaggi dell'al-ʿIqd al-farīd.  Sebbene egli avesse trascorso tutta la sua vita in al-Andalus e non avesse viaggiato verso l'Oriente islamico, come invece fecero numerosi altri letterati andalusi, gran parte del suo lavoro è citato in opere di autori del Mashreq. A contrario, Ibn ʿAbd Rabbih non cita altro che le proprie composizioni, ignorando il resto della produzione poetica del mondo islamico. Nel suo lavoro sono comprese anche le 445 righe di una sua Urjūza, un poema cioè in metro rajaz, in cui egli narra le imprese dell'Emiro e poi Califfo ʿAbd al-Raḥmān III al-Nāṣir li-dīn Allāh, con alcune parti elogiative degli Omayyadi di al-Andalus.